# Pont de Château des Bois
Le pont de Château des Bois est un pont routier et piéton sur le Nant d'Avril, situé dans le canton de Genève, sur la commune de Satigny.

## Localisation
Le pont de Château des Bois est le second pont le plus en amont du Nant d'Avril. Il est nommé ainsi en référence au domaine du Château des Bois, propriété privée toute proche (qui, avec le bois de Merdisel sont les plus grands massifs forestiers privés du canton) situé sur la rive gauche du ruisseau. En amont du pont, le Nant est canalisé lorsqu'il traverse la zone industrielle de Satigny. En aval, il est à nouveau libre et encadré de bois et de forêts.

## Sources
- [PDF] Département du territoire du canton de Genève, « Fiche-rivière no 11 Le Nant d’Avril » (consulté le 28 septembre 2007)